# المجلة (مجلة)
مجلة المجلة كانت مجلة ثقافية باللغة العربية ومقرها القاهرة، بمصر. أصدرت وزارة الثقافة المجلة في عام 1957 واستمرت في النشر حتى عام 1971. وكان عنوانها الفرعي سجل الثقافة الراقية.

## التاريخ والملف الشخصي
تأسست المجلة من وزارة الثقافة في عام 1957 عندما تم تأسيس الوزارة أيضًا. وكان المحرر المؤسس هو محمد عوض. أصبحت المجلة مطبوعة شعبية بعد وقت قصير من بدايتها. وفي عام 1962م عين ثروت عكاشة وزير الثقافة الكاتب المعروف يحيى حقي رئيسًا لتحرير المجلة عدَّل حقي وظيفة المجلة من كونها أداة رسمية للوزارة إلى كونها منصة للكتاب والشخصيات الثقافية المصرية الشابة. نشرت المجلة بشكل متكرر ترجمات للأعمال الأدبية الفيتنامية.
وفي عام 1971 أُبعد حقي من رئاسة التحرير، وأُغلقَت المجلة بقرار من الرئيس أنور السادات. ويرى محمد سعد من الأهرام أونلاين أن هذا القرار بمثابة مذبحة المجلات.
وفي عام 2012 تأسست مجلة ثقافية تحمل نفس الاسم في القاهرة، في عهد الرئيس مرسي.